# Grande Fontaine de Caunes-Minervois
La Grande Fontaine est une fontaine située à Caunes-Minervois, en France.

## Localisation
La fontaine est située sur la commune de Caunes-Minervois, dans le département français de l'Aude.

## Historique
En amont du village, au bord d'une prairie située près du lit de l'Argent Double, jaillit la "Fount Roumanel". Cette source qui fournit en abondance une eau potable aux fontaines de Caunes-Minervois est enfermée dans une solide construction : une plaque de marbre où est gravée l'inscription suivante indique l'époque de sa captation : 1803. 
Quelques années plus tard, se dressa le bel obélisque en marbre rouge située en face de la route de Lespinassière. 4 griffons déversent l'eau limpide dans un bassin circulaire. Sur les 4 faces du piédestal de l'obélisque sont gravées des inscriptions:
Côté nord :
L'an de grâce 1825
Charles X régnant
Cette fontaine publique a été construite
sous les auspices du Comte A. de Baumont
Préfet du département de l'Aude et par les soins de J. Galinier Maire de Tallavignes, adjoint de la commune de Caunes
Côté est :
"Mortels, songez-y bien
Le temps prompt à s'enfuir
Passe comme cette eau
Pour ne plus revenir"
Coté ouest : 
"Huc veniant, veniant omnes, Fluit omnibus unda"
Coté sud : 
"Cette onde qui jaillit,
et si pure et si belle,
nous promet de nombreux
mais inconstants bienfaits.
Le temps peut la tarir
Moins périssable qu'elle
La bonté de nos Rois ne tarira jamais"
Encore de nos jours, l'eau de la Grande Fontaine arrive directement par canalisations de la source de la Fontaine Romanel.
L'édifice est inscrit au titre des monuments historiques en 1948.